# The High Road
Albums de JoJo
JoJo
(2004)
Singles
1. Too Little Too Late
Sortie : 15 août 2006
2. How to Touch a Girl
Sortie : 14 novembre 2006

The High Road est le second album de la chanteuse américaine JoJo sorti le 17 octobre 2006.

## Formats et liste des pistes
| No  | Titre               | Producer(s)                                      | Durée |
| --- | ------------------- | ------------------------------------------------ | ----- |
| 1.  | This Time           | Scott Storch                                     | 3:28  |
| 2.  | The Way You Do Me   | Swizz Beatz                                      | 3:13  |
| 3.  | Too Little Too Late | Josh Alexander, Vincent Herbert, Billy Steinberg | 3:41  |
| 4.  | The High Road       | J. R. Rotem                                      | 3:50  |
| 5.  | Anything            | Beau Dozier, Justin Trugman                      | 3:49  |
| 6.  | Like That           | Ryan Leslie                                      | 3:48  |
| 7.  | Good Ol'            | Soulshock & Karlin                               | 4:08  |
| 8.  | Coming for You      | Soulshock & Karlin                               | 3:30  |
| 9.  | Let It Rain         | Stargate                                         | 3:47  |
| 10. | Exceptional         | Peter Stengaard                                  | 3:43  |
| 11. | How to Touch a Girl | Billy Steinberg                                  | 4:27  |
| 12. | Note to God         | Peter Stengaard                                  | 4:27  |

| 13. | Do Whatcha Gotta Do                   | Focus for a-FOC.aliptic               | 4:29 |
| 14. | I Can Take You There                  | Dozier                                | 4:52 |
| 15. | Too Little Too Late (Spanish Version) | Alexander, Vincent Herbert, Steinberg | 3:41 |

### Target and Circuit City
Released October 17, 2006
| No | Titre | Durée |
| -- | --- | ----- |
| 1. | The High Road (Behind the Scenes in the Studio                                                             | 1:39  |
| 2. | The Glamorous Life (Behind the Scenes of the Photo Shoot)                                                  | 4:24  |
| 3. | Lights, Camera, Action (Behind the Scenes of the Video Shoot)                                              | 7:00  |
| 4. | Visual Imagery ((All JoJo's videoclips, including the solo clip of "Baby It's You" without rapper Bow Wow) | 17:00 |

### Walmart
| No  | Titre          | Durée |
| --- | -------------- | ----- |
| 13. | Get It Poppin' | 3:41  |

### Version au Royaume-Uni
| No  | Titre                | Durée |
| --- | -------------------- | ----- |
| 1.  | The Way You Do Me    | 3:13  |
| 2.  | Anything             | 3:49  |
| 3.  | This Time            | 3:28  |
| 4.  | Too Little Too Late  | 3:41  |
| 5.  | Let It Rain          | 3:47  |
| 6.  | The High Road        | 3:50  |
| 7.  | Like That            | 3:48  |
| 8.  | Good Ol'             | 4:08  |
| 9.  | Coming for You       | 3:30  |
| 10. | Exceptional          | 3:43  |
| 11. | How to Touch a Girl  | 4:27  |
| 12. | Note to God          | 4:27  |
| 13. | Do Whatcha Gotta Do  | 4:29  |
| 14. | I Can Take You There | 4:52  |
| 15. | Leave (Get Out)      | 4:02  |

### Version en Europe & Brésil
| No  | Titre                                 | Durée |
| --- | ------------------------------------- | ----- |
| 1.  | The Way You Do Me                     | 3:13  |
| 2.  | Anything                              | 3:49  |
| 3.  | This Time                             | 3:28  |
| 4.  | Too Little Too Late                   | 3:42  |
| 5.  | Let It Rain                           | 3:47  |
| 6.  | The High Road                         | 3:50  |
| 7.  | Like That                             | 3:48  |
| 8.  | Good Ol'                              | 4:08  |
| 9.  | Coming for You                        | 3:30  |
| 10. | Exceptional                           | 3:43  |
| 11. | How to Touch a Girl                   | 4:27  |
| 12. | Note to God                           | 4:27  |
| 13. | Do Whatcha Gotta Do                   | 4:29  |
| 14. | I Can Take You There                  | 4:52  |
| 15. | Too Little Too Late (Spanish Version) | 3:41  |

### Version au Japon
| No  | Titre                                 | Durée |
| --- | ------------------------------------- | ----- |
| 1.  | The Way You Do Me                     | 3:13  |
| 2.  | Anything                              | 3:49  |
| 3.  | This Time                             | 3:28  |
| 4.  | Too Little Too Late                   | 3:41  |
| 5.  | Let It Rain                           | 3:47  |
| 6.  | The High Road                         | 3:50  |
| 7.  | Like That                             | 3:48  |
| 8.  | Good Ol'                              | 4:08  |
| 9.  | Coming for You                        | 3:50  |
| 10. | Exceptional                           | 3:43  |
| 11. | How to Touch a Girl                   | 4:27  |
| 12. | Note to God                           | 4:27  |
| 13. | Do Whatcha Gotta Do                   | 4:29  |
| 14. | I Can Take You There                  | 4:52  |
| 15. | Too Little Too Late (Spanish Version) | 3:41  |
| 16. | Get It Poppin'                        | 3:41  |

### Version aux Philippines
| No  | Titre                                 | Durée |
| --- | ------------------------------------- | ----- |
| 1.  | The Way You Do Me                     | 3:13  |
| 2.  | Anything                              | 3:49  |
| 3.  | This Time                             | 3:28  |
| 4.  | Too Little Too Late                   | 3:41  |
| 5.  | Let It Rain                           | 3:47  |
| 6.  | The High Road                         | 3:50  |
| 7.  | Like That                             | 3:48  |
| 8.  | Good Ol'                              | 4:08  |
| 9.  | Coming for You                        | 3:30  |
| 10. | Exceptional                           | 3:43  |
| 11. | How to Touch a Girl                   | 4:27  |
| 12. | Note to God                           | 4:27  |
| 13. | Do Whatcha Gotta Do                   | 4:29  |
| 14. | I Can Take You There                  | 4:52  |
| 15. | Too Little Too Late (Spanish Version) | 3:41  |